# Cicaré CH-7
Der Cicaré CH-7 ist ein Hubschrauber des argentinischen Herstellers Cicaré Helicópteros.

## Geschichte und Konstruktion
Nach der Entwicklung des CH-5 wendete sich Augusto Cicaré einem neuen Projekt zu, dem aus der Testplattform CH-6 hervorgegangenen CH-7. Der CH-7 besteht aus dem Stahlrohrrahmen samt Motor des CH-6, auf dem eine einsitzige Kabine angebracht wurde. Der Hubschrauber wird von einem Rotax-582-Zweizylinder-Zweitaktmotor mit 48 kW angetrieben und besitzt einen Hauptrotor sowie eine Kabine aus Verbundmaterial, zudem mehrere mechanische Verbesserungen. Der Erstflug erfolgte 1991. Anschließend wurde die Maschine auf verschiedenen Luftfahrtmessen vorgestellt und sollte als Bausatz vermarktet werden. Aufgrund des zu dieser Zeit gegenüber anderen Hubschrauberbausätzen deutlich höheren Preises erfolgte lediglich eine einzige Bestellung. Der Entwurf stieß jedoch in Europa auf großes Interesse, sodass Heli-Sport die Produktionsrechte erwarb und einen ersten Hubschrauber nach Überarbeitung der Kabine, unter der Bezeichnung Heli-Sport CH-7 Angel auf den Markt brachte. Hierauf folgte eine ganze Reihe Weiterentwicklungen durch Heli-Sport. Äußerlich gleichen sich die Hubschrauber von Cicaré und Heli-Sport, unterscheiden sich jedoch vor allem durch das Kabinendesign. Denn während bei Cicaré die Kabine seitlich zu betreten ist, wählte Heli-Sport den Weg, dass der gesamte obere Teil der Kabine nach vorne geschoben und gekippt werden kann. Zusätzlich unterscheiden sich die beiden Modelle, ausgenommen der CH-7 Angel, welcher anfänglich gemeinsam vertrieben wurde und deshalb manchmal als Cicaré CH-7 Angel bezeichnet wird, durch den dem Revolution Mini-500 nachempfundenen Heckausleger.

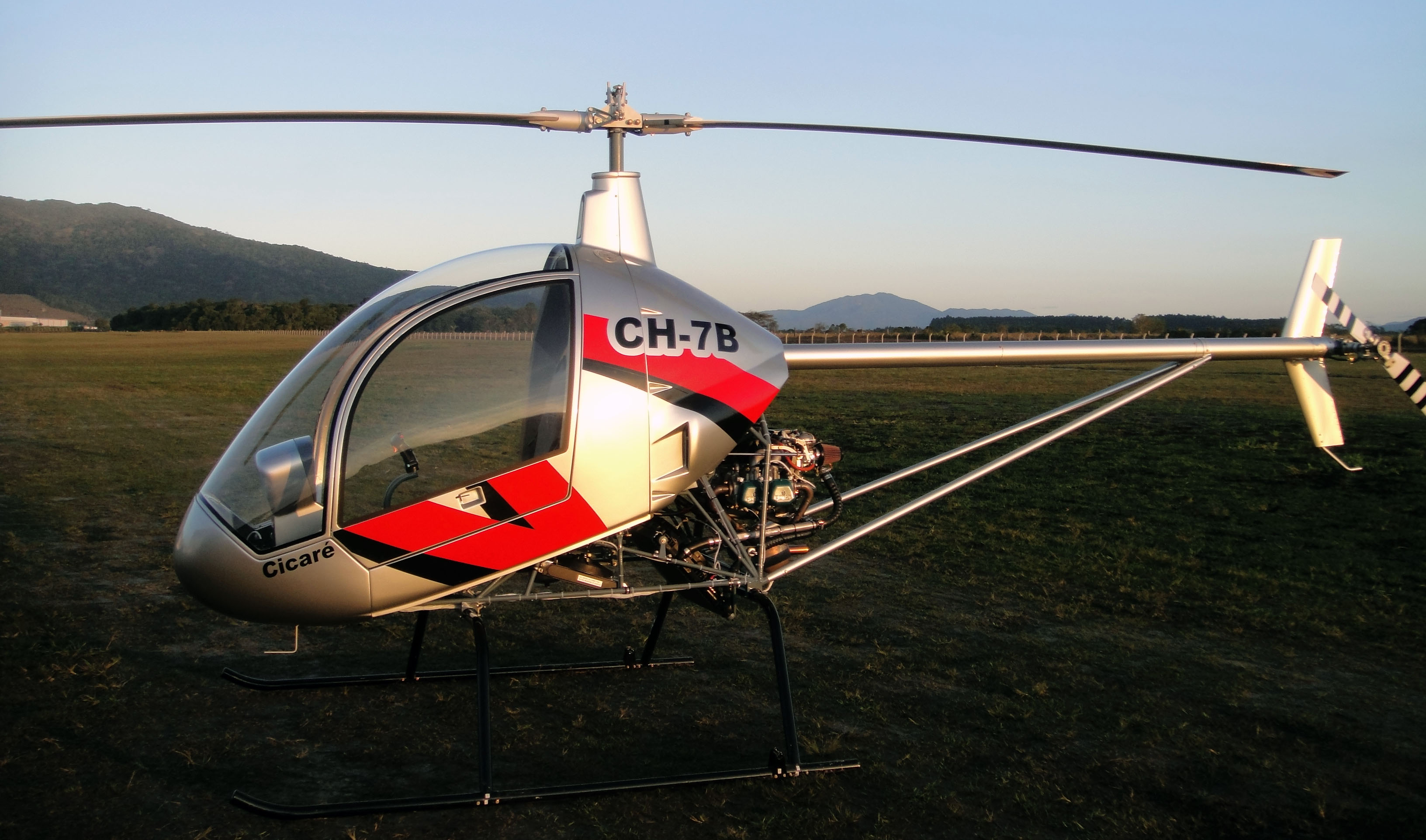
Ein CH-7B

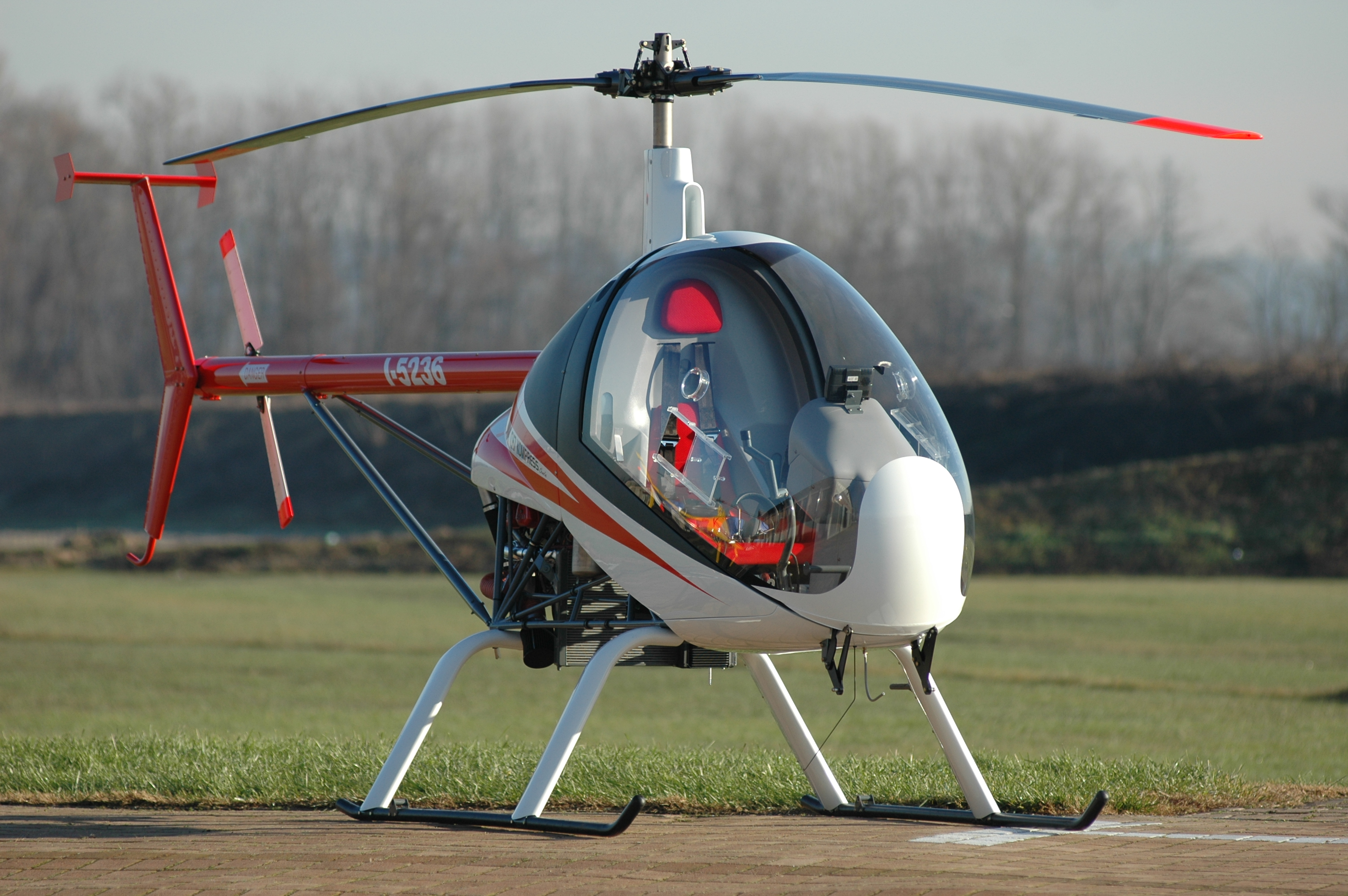
Zum Vergleich ein Heli-Sport CH-7 Kompress

Nach einigen Jahren begann Augusto Cicaré wiederum selbst mit der Weiterentwicklung des CH-7 und brachte 2009 den CH-7B hervor. Dieser wird von einem Rotax-912-ULS-Vierzylinder-Viertakt-Boxermotor mit 73,5 kW angetrieben. Zudem erfolgten einige kleinere technische Änderungen und auch die Kabine wurde überarbeitet. Dieser Hubschrauber wird ebenfalls als Bausatz angeboten und kann auch in der Landwirtschaft mit entsprechender Ausrüstung zum Sprühen verwendet werden (auch als CH-7Bt bezeichnet).
Durch die Verwendung des stärkeren Rotax 912 ergab sich ein sofortiger Leistungsanstieg, was das Modell für potentielle Käufer interessanter machte. Ein Nebeneffekt der höheren Leistung war der, dass nun Überlegungen stattfanden ein zweisitziges Modell zu entwickeln, dies führte 2014 zum CH-7T. Hierbei sitzen Pilot und Passagier nahe hintereinander. Für den europäischen Markt erhielt der CH-7T den Namen Spirit. Auch der CH-7T wird in der Landwirtschaft eingesetzt.
Um den Betrieb von Hubschraubern auch im privaten Bereich zu erhöhen, wurden 1996 in einen CH-7, welcher nun die Bezeichnung CH-7 2000VL trug, zwei Rotax-Motoren (vermutlich Rotax-582) eingebaut, wobei der Hubschrauber auch nur mit einem sicher landen konnte.

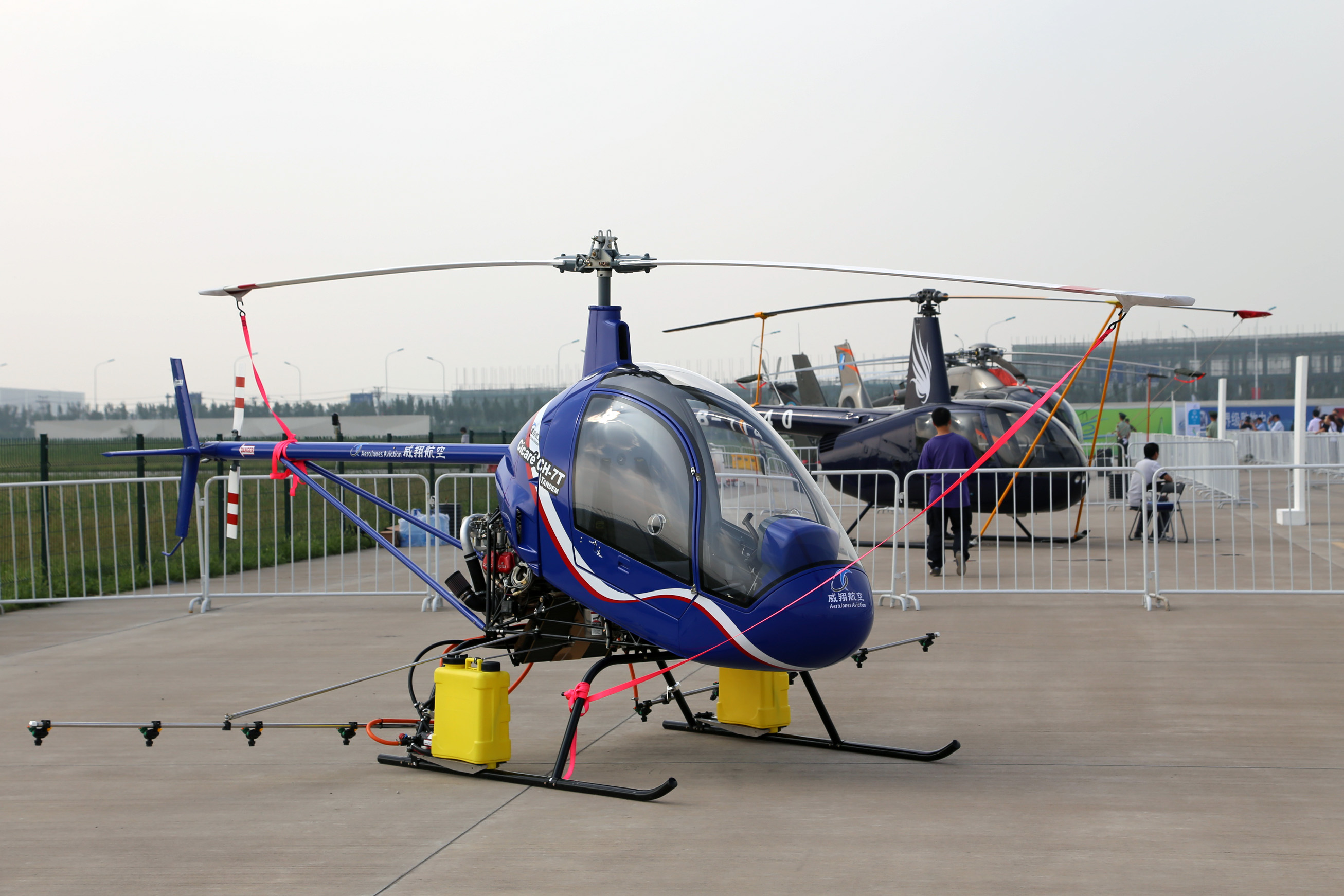
Ein CH-7T mit Sprühausrüstung

Im Laufe der Jahre entwickelten sich die CH-7-Modelle von Cicaré und Heli-Sport zu den beliebtesten in der Sporthubschrauberszene, auch auf Grund des günstigen Preises, sodass vor einigen Jahren in San Sebastian im Baskenland ein Werk errichtet wurde, in welchem etwa zwei Hubschrauber pro Monat montiert werden.

## Versionen
- CH-7 – das ursprüngliche Modell mit Rotax-582-Zweizylinder-Zweitaktmotor mit 48 kW
- CH-7B – das aktuelle einsitzige Modell mit Rotax-912-ULS-Vierzylinder-Viertakt-Boxermotor mit 73,5 kW
- CH-7BT – das einsitzige Modell mit Rotax-914-UL-Vierzylinder-Viertakt-Boxermotor mit 84 kW[5]
- CH-7T Spirit – das zweisitzige Modell mit Rotax-914-UL-Vierzylinder-Viertakt-Boxermotor mit 84 kW
- CH-7 2000VL – ein einsitziges Modell mit zwei Motoren.

## Technische Daten
| Kenngröße             | Daten CH-7                                      | Daten CH-7B                                                 | Daten CH-7T                                              |
| --------------------- | ----------------------------------------------- | ----------------------------------------------------------- | -------------------------------------------------------- |
| Besatzung             | 1                                               | 1                                                           | 1                                                        |
| Passagiere            | –                                               | –                                                           | 1                                                        |
| Länge (ohne Rotor)    | 5,45 m                                          | 5,67 m                                                      | 5,74 m                                                   |
| Höhe                  | 2,08 m                                          | 2,23 m                                                      | 2,48 m                                                   |
| Rotordurchmesser      | 6 m                                             | 6,28 m                                                      | 6,42 m                                                   |
| Leermasse             | 170 kg                                          | 260 kg                                                      | 280 kg                                                   |
| max. Startmasse       | 310 kg                                          | 430 kg                                                      | 460 kg                                                   |
| Reisegeschwindigkeit  | 100 km/h                                        | 150 km/h                                                    | 150 km/h                                                 |
| Höchstgeschwindigkeit | 140 km/h                                        | 194 km/h                                                    | 194 km/h                                                 |
| Dienstgipfelhöhe      | 2100 m                                          | 3000 m                                                      | 4000 m                                                   |
| Reichweite/Flugdauer  | 3 Stunden                                       | 2,5 Stunden                                                 | 2,5 Stunden                                              |
| Triebwerke            | Rotax-582- Zweizylinder-Zweitaktmotor mit 48 kW | Rotax-912-ULS- Vierzylinder-Viertakt-Boxermotor mit 73,5 kW | Rotax-914-UL- Vierzylinder-Viertakt-Boxermotor mit 84 kW |